# Comuna Ivanivka, Vîsokopillea
Ivanivka (în ucraineană Іванівка) este o comună în raionul Vîsokopillea, regiunea Herson, Ucraina, formată din satele Ivanivka (reședința) și Mîkolaiivka.

## Demografie
Componența lingvistică a comunei Ivanivka
     Ucraineană (94,79%)
     Rusă (4,97%)
     Alte limbi (0,24%)
Conform recensământului din 2001, majoritatea populației comunei Ivanivka era vorbitoare de ucraineană (94,79%), existând în minoritate și vorbitori de rusă (4,97%).